# Bente Fokkens
 (décembre 2018).
Si vous disposez d'ouvrages ou d'articles de référence ou si vous connaissez des sites web de qualité traitant du thème abordé ici, merci de compléter l'article en donnant les références utiles à sa vérifiabilité et en les liant à la section « Notes et références ».
 (décembre 2018).
Bente Fokkens, née le 29 septembre 2000 à Muiden, est une actrice, chanteuse et auteure-compositrice-interprète néerlandaise.

## Filmographie

### Cinéma
- 2012 : Bente's stem : Inconnu
- 2014 : Loenatik, te gek (nl) : Noor
- 2015 : Schone handen (nl) : Daphne
- 2016 : Kappen! (nl) : Indra
- 2017 : Hotel De Grote L (nl) : Briek
- 2017 : Misfit : Magenta